# 신수교통
신수교통은 서울특별시 은평구 진관공영차고지에 있는 서울특별시의 시내버스 업체다. 계열사로는 서울특별시 마포구 마을버스 회사인 신수동마을버스, 영등포구 마을버스 업체인 형일교통 등이 있다.

## 신성교통 서울법인 회사 연혁
2004년 서울특별시 시내버스 개편 이전
- 1965년 11월 16일: 신성교통 설립
- 1970년: 계열사인 범양여객(훗날 선진여객)을 설립하였다.
- 1971년 5월 1일: 역촌동영업소를 당시 방계회사인 선진운수로 분사시켰다.
- 1979년: 신진운수(현 진화운수)에서 도시형버스 75번을 인수받았다.
- 1984년 11월 1일: 교통부의 버스요금 선불 정책에 따라 사내 버스 안내양 해고 명령을 내려 내구연한이 얼마 남지 않은 차량을 제외하고 전 차장을 해고시켰으며 버스안내양 사양 차량은 자동문으로 개조되었다.
- 1996년 6월 29일: 당시 방계회사인 서부여객 문산영업소를 인수받아 경기도 파주시를 연고로 한 경기도 시내버스 사업에 진출했다. 동시에 신성교통 경기법인을 설립하였다.
- 2000년 6월 2일: 자본금을 9억 원으로 증액.
- 2001년 4월 16일: 경기도 고양군 원당읍 식사리(현. 고양시 일산동구 식사동) 856-2에 위치한 지점 폐지.
- 2003년 3월 11일: 본점을 서울특별시 은평구 대조동 2-9 서부시외버스터미널로 이전.

2004년 서울특별시 시내버스 개편 이후
- 2004년 7월 1일: 2004년 서울특별시 시내버스 개편으로 지선버스 3개/간선버스 2개/광역버스 6개 노선으로 운행개시하였다. 동시에 방계회사인 한국비알티자동차 컨소시엄에 지분을 출자하였다.
- 2004년 8월 24일: 당시 간선버스 570번의 공동 배차를 맡았던 범일운수가 철수하고 영등포역으로 단축하여 단독으로 간선버스 760번으로 변경되었다.
- 2005년 9월 5일: 9711번 광역버스 탄현지구 - 양재시민의숲역 노선이 개통되었다.
- 2005년 9월 26일: 서울시내버스 7735번, 서울시내버스 760번과 통합하여 760번이 금촌동에서 영등포역까지 운행하게 된다.
- 2006년 4월 7일: 교하택지지구(운정신도시) 진출을 위해 시계외 30km 문제를 해결하고자 방계회사인 경기법인(현 신성여객)으로 9704번을 양도하면서 동시에 경기도 파주시 면허로 이관해 2000번 전환.
- 2008년 2월 14일: 본 회사 소속 7731번 폐선과 동시에 경기법인 소속 330번(현 790번)을 대체 노선으로 신설함.
- 2008년 12월 20일: 9702번 광역버스 탄현 - 숭례문 노선이 폐선되고, 급행광역버스 9714번(교하동 - 숭례문)이 경기법인 소속 광역급행버스 8880번과 동시에 개통하여 공동 배차로 운행개시하였다.
- 2009년 8월 10일: 국토해양부에서 주관하는 M7106번 광역급행버스를 신설해서 운행하게 된다. 전 차량 유니버스로 운영한다.
- 2009년 11월 25일: 본점을 대조동에서 진관공영차고지로 이전.
- 2011년 1월 29일: 국토해양부에서 주관하는 M7111번 광역급행버스 노선이 신설되었다.[1]
- 2011년 5월 20일: 국토해양부에서 주관하는 M7111번 광역급행버스 노선이 환승 할인 손실금 지원 문제 및 증차 문제로 경기도 파주시 면허로 면허 이관 및 신성여객으로 노선이 양도되었다.
- 2011년 8월 28일: 간선버스 703번의 기점이 광탄면 신산리에서 파주읍 향양리로 연장되었다.
- 2012년 6월 8일: 간선버스 703번이 파주읍 항양리에서 문산읍 선유리 옛 자이언트부대로 연장
- 2012년 8월 28일: 광역버스 9710번 조계사 구간 단축 및 광화문, 종각역, 명동롯데, 숭례문 구간 회차지점변경
- 2012년 9월 16일: 국토해양부에서 주관하는 M7106번 광역급행버스 노선을 경기도 고양시로 면허 이관과 동시에 방계회사인 신성운수로 노선을 양도하였다.
- 2013년 5월 16일: 문산터미널 ~ 명동입구 ~ 숭례문을 운행했던 9710번 광역버스가 705번 간선버스로 형간전환 동시에 구파발 ~ 명동입구 ~ 숭례문까지 단축운행 및 9710번 광역버스가 서울법인 소속이 형간전환으로 인해 신성여객 9710번으로 대체 운행하게 되었다. 단, 경기법인 소속 9710번은 광화문역에서 종로1가/명동롯데를 경유하지 않고 곧바로 서울시청으로 빠진다.
- 2013년 6월 13일: 간선버스 705번 삼송지구 연장 및 구파발역 3,4번 출구로 변경
- 2014년 1월 8일: 경기도 시내버스(신성교통 경기법인)를 방계회사인 신성여객으로 분사시켰다.
- 2014년 8월 9일: 제일여객에서 단독 운행하던 지선버스 7733번을 본회사가 공동 배차에 참여하였다.[2]
- 2017년 4월 30일: 서현운수의 계열사로 신설한 법인 서울운수가 신성교통의 전 노선을 인수함에 따라 서울 시내버스 사업에서 철수

이후 신성교통 법인에 대한 역사는 신성교통 문서를 참조바람.

## 서울운수 회사 연혁
- 2013년 9월 9일: 서울특별시 마포구 월드컵로40길에서 자본금 50,000,000원으로 제일버스 주식회사로 설립. 배경석, 김득연 대표이사 취임.
- 2015년 9월 22일: 김득연 대표이사 사임(배경석 단독이사 체제).
- 2016년 4월 21일: 제일버스 주식회사에서 서울웨스턴버스 주식회사로 상호 변경.
- 2016년 10월 4일: 본점을 서울특별시 은평구 서오릉로로 이전.
- 2016년 10월 20일: 배경석 대표이사 취임.
- 2016년 10월 28일: 자본금을 2,000,000,000원으로 증자.
- 2017년 3월 28일: 서울웨스턴버스 주식회사에서 현 상호명인 서울운수 주식회사로 상호 변경.
- 2017년 4월 3일: 본점을 현 위치인 서울특별시 은평구 진관동으로 이전. 배경석, 심정환 공동대표이사 취임.
- 2017년 5월 1일: 7권역을 거점으로 하는 서울 시내버스 운송사업 개시
- 2017년 9월 14일: 급행광역버스 9714번 1개 노선을 제일교통으로 양도 및 지선버스 7722번, 7723번, 7733번 3개 노선, 광역버스 9703번 1개 노선을 양도받음.
- 2017년 10월 25일: 지선버스 7733번 폐선 및 동 노선을 서현운수 733번으로 대체. 7734번 신설.
- 2017년 12월 22일: 자본금 4,000,000,000원으로 증자.
- 2018년 1월 13일 : 맥금동영업소를 아동동영업소로 통폐합
- 2018년 8월 1일: 일산영업소 폐지 및 기종점 킨텍스 이전과 함께 광역버스 9703번, 9711A번을 킨텍스제2전시장으로 노선 변경 및 연장
- 2019년 8월 5일: 문산영업소 폐지에 따라 774번 노선의 기종점을 진관동으로 변경. 동시에 문산읍 선유리에서 파주읍 파주리(주내삼거리)로 단축.
- 2020년 5월 1일: 광역버스 9709번 폐선 연기와 동시에 신일여객과 공동 배차 개시
- 2020년 8월 1일: 서울면허 광역버스 9709번 폐선

## 신수교통 회사 연혁
- 2020년 9월 21일: 서울특별시 마포구 소재 마을버스 회사인 신수동마을버스의 계열사로 설립
- 2020년 10월 22일: 서울운수의 모든 노선, 차량 및 임직원 양도양수 완료[3]
- 2021년 3월 27일: 간선버스 705번이 구파발역 환승센터를 미경유하도록 노선 변경 및 차고지 입고 경로 변경 및 지선버스 7734번의 차고지 입출고 경로 변경(차고지 입출고 경로가 기존 한국지역난방공사 삼송지사 - 은평지문교 구간에서 동축로 이용으로 변경)
- 2021년 5월 1일: 서울매일버스에 광역버스 9703번, 9711번 노선 양도
- 2024년 8월 30일: 지선버스 7211번 공동배차 철수
- 2025년 6월 1일: 간선버스 774번 폐선

## 운행 노선
2025년 6월 2일 기준이다.
| 운행노선 | 운행구간       | 운행구간 | 운행구간                | 배차간격 (분) | 인가 대수 | 비고                                                    |
| -------- | -------------- | -------- | ----------------------- | ------------- | --------- | ------------------------------------------------------- |
| 705번    | 진관공영차고지 | ↔        | 회현역 5번출구          | 15~25         | 15        | 구 9710번 광역버스 단축 및 형간전환                     |
| 706번    | 진관공영차고지 | ↔        | 시청역 10~11번출구      | 7~20          | 14        | 구 8701번 형간전환, 2024년 10월 18일 개통               |
| 761번    | 진관공영차고지 | ↔        | 영등포역                | 12~18         | 23        | 구 570번 단축 및 7735번 통합. 760번 서울 구간 노선 분리 |
| 7722번   | 진관공영차고지 | ↔        | 녹번역 2번출구          | 12~22         | 12        | 구 155-1번. 구 제일여객에서 양도받은 노선.              |
| 7723번   | 진관공영차고지 | ↔        | 진관중고등학교.약수사앞 | 11~17         | 9         | 구 454-1번 변경. 구 제일여객에서 양도받은 노선.         |
| 7734번   | 진관공영차고지 | ↔        | 홍대입구역              | 9~15          | 29        | 2017년 10월 25일 신설                                   |

## 과거 운행 노선

### 순환버스
- ● 41번 (종합운동장역 ~ 종합운동장역) (2004년 7월 1일 ~ 2005년 4월 9일) - 동성교통·동아운수·신길교통과 공동 배차 운행하다가 2005년 4월 10일 한국비알티자동차에 인수 후 2006년 4월 21일 운행 철수.)

### 지선버스
- ● 7211번: 진관공영차고지 ~ 신설동역 < 구 154-1번 > (제일교통과 공동 배차 운행했고 2024년 8월 30일부로 철수)
- ● 7731번 (고양동 ~ 불광동 / 구 158-3번 도시형버스 단축 2004년 6월 30일)(2004년 7월 1일 ~ 2008년 2월 14일) (이후 도시형버스 330번으로 변경, 숭례문 연장 후 서현운수에서 790번으로 변경 운행)
- ● 7733번: 진관공영차고지 - 구파발역 - 삼송지구 - 원흥지구 - 이케아 롯데아울렛 고양점 - 서정마을 - MBC - 난지천공원 - 서울월드컵경기장 - 합정역 - 홍대입구역 <구 158번 단축, 7734번 통합, 서현운수 이관 후 733번으로 변경> (이 노선은 제일교통으로 양도받은 노선)
- ● 7735번 (금촌동 ~ 불광동 / 구 158-2번 도시형버스 단축 ~ 2004년 6월 30일)(2004년 7월 1일 ~ 2005년 9월 25일) (이후 760번 간선버스로 통합)

### 간선버스
- ● 570번 (삼송역 ~ 노온사동) 범일운수와 공동배차, 2004년 8월 25일 노온사동 ~ 영등포역 구간 단축 및 간선버스 760번으로 번호 변경)
- ● 703번: 선유리(구 자이언트부대) - 향양리 - 파주리(주내) - 연풍리(용주골) - 방축리(검전동) - 신산리 - 광탄면사무소 - 한민고등학교 - 용미리 - 혜음령 - 국군고양병원 - 고양동 - 대자동 - 삼송역 - 구파발역입구 - 연신내역 - 불광역 - 독립문역 - 서대문역 → 광화문 → 숭례문 → 서울역버스환승센터 → 경찰청 → 서대문역 (2017. 11. 1일부로 불광역까지 단축)(현재 서울매일버스에서 운행하는 703번과는 무관, 구 158-1번)
- ● 760번: 금촌동 - 봉일천리 - 관산동 - 삼송역 - 연신내역 - 구산역 - 응암3동주민센터 - 북가좌동 - 모래내 - 사천교 - 홍대입구역 - 합정역 - 당산역 - 영등포역 (구 570번 단축 및 7735번 통합, 2017년 11월 1일부로 노선 분리)(현재 동해운수에서 운행하는 760번과는 무관)
- ● 774번: 진관공영차고지 - 파주5리 (구 158-1번, 2025년 5월 30일 막차부로 폐선후 뉴신일관광 374번으로 통합후 구파발역으로 회차)
- ● 775번: 금촌동 - 봉일천리 - 관산동 - 삼송역 - 구파발역 (760번 이북 노선 분리, 2017-11-01 ~ 2018-05-01)

### 맞춤버스
- ● 8703번 (광탄 ~ 불광동) 출근전용버스 (2008년 7월 1일 ~ 2009년 7월 11일)

### 광역버스
- ● 9702번 (탄현동 ~ 숭례문) / 구 2000번(서울) 좌석버스 (2004년 4월 30일 ~ 2004년 6월 30일) (2004년 7월 1일 ~ 2008년 12월 19일) (구 2000번 (서울) 좌석버스는 2000번 (경기) 직행좌석버스와는 무관)
- ● 9703번 (킨텍스 ↔ 숭례문) (2021년 5월 1일 서울매일버스에 양도)
- ● 9704번 (교하동 ~ 숭례문) / 구 1000번(서울) 좌석버스 ( ~ 2004년 6월 30일) (2004년 7월 1일 ~ 2006년 4월 6일) (이후 2000번 (경기) 직행좌석버스로 전환 운행, 이 노선은 동해운수에서 양도받았던 노선이다.)
- ● 9709번 (맥금동 ↔ 숭례문) (2020년 8월 1일 경기도 시내버스 회사 신일여객으로 이관)
- ● 9710번 (문산타워, 구문산터미널 ~ 숭례문) / 구 922번 좌석버스 (1998년 ~ 2004년 6월 30일) (2004년 7월 1일 ~ 2013년 5월 15일) (2013년 5월 16일에 간선버스 705번으로 형간전환 및 신성여객 9710번 신설)
- ● 9711번 (킨텍스 ↔ 양재시민의숲역) (2021년 5월 1일 서울매일버스에 양도)
- ● 9711B번: 진관공영차고지 - DMC첨단산업센터 - 서울월드컵경기장 - 강변북로 - 신사역 - 신논현역 - 강남역 - 양재역 양재시민의숲역 (제일교통과 공동 배차)[4] (2014-07-16~2016-04-23)
- ● 9714번: 교하동 - 대화역 - 강선마을 - 행신동 - 수색로 버스 중앙차로 - 디지털미디어시티역 - 연대앞 → 성산로 → 광화문역 → 삼성프라자 → 숭례문 → 서대문경찰서 → 연대앞 (제일교통으로 양도)

### 광역급행버스
- ● M7106번: 대화역 - 강선마을 - 수색로 버스 중앙차로 - 연대앞 - 성산로 - 광화문 - 삼성프라자 - 서울시청 - 숭례문 (경기도 면허로 전환하여 신성운수에서 운행하다가, 현재 가온누리엠에서 운행 중)
- ● M7111번: 운정신도시 - 가재울공원 - 현대1차A - 한라비발디A - 경기인력개발원 - 새암공원 - <제2자유로, 수색로 ~ 성산로 무정차> - 연세대학교 앞 - 광화문역 - 삼성프라자 (시청역) - 숭례문 - (환승할인 손실금 지원 문제, 증차 문제로 인해 경기도 파주시 면허로 전환 및 노선 이관, 증차 운행하다가 현재 신성교통 주식회사에서 운행 중)

## 보유 차량
- 현대 그린시티
- 뉴 슈퍼 에어로시티
- 저상 뉴 슈퍼 에어로시티

## 본점 및 지점 현황
- 본점: 서울특별시 은평구 통일로 1190 (진관동)

## 사진

서울시내버스 9711번(현재는 서울매일버스로 이관됨)
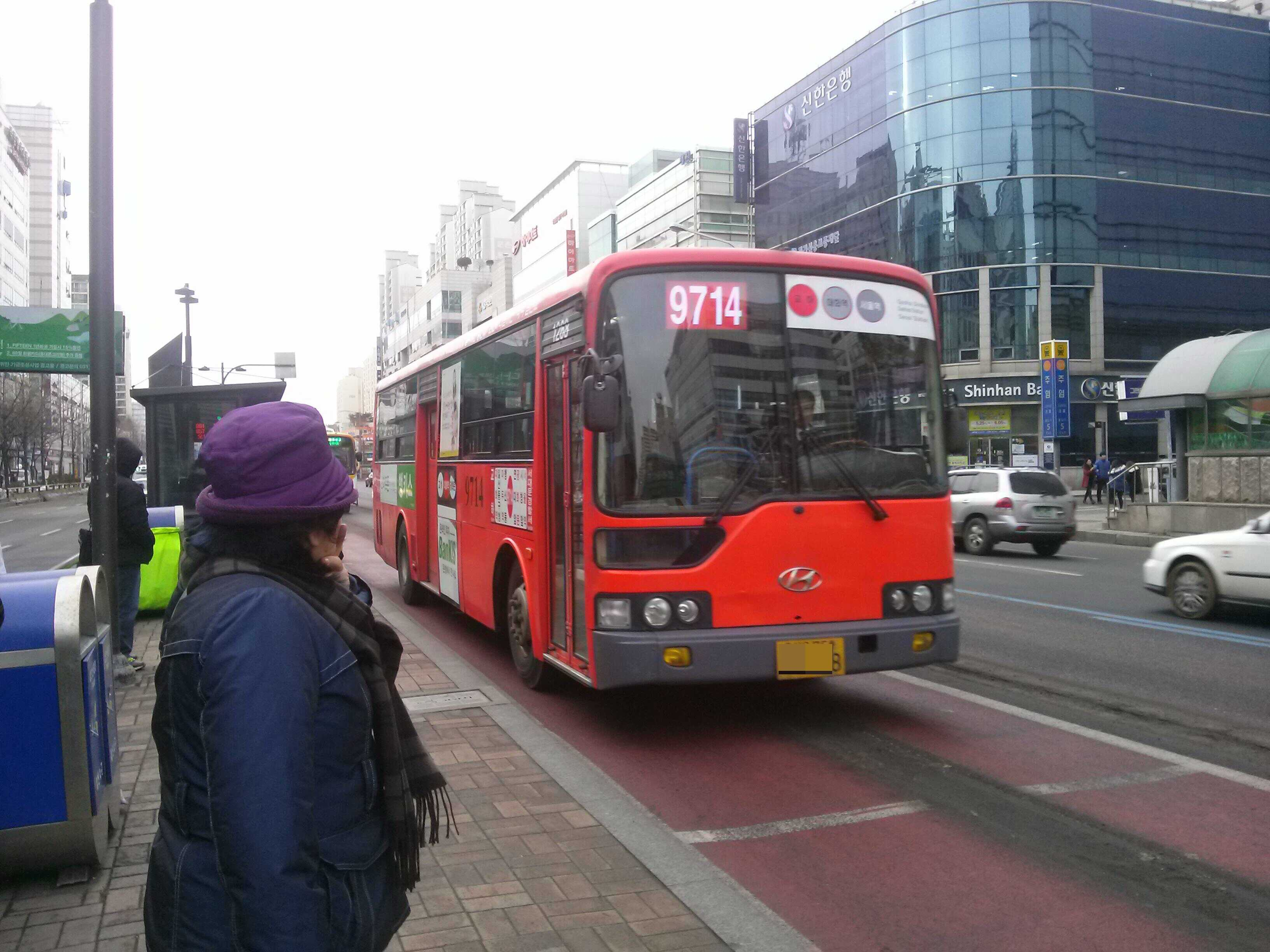
서울시내버스 9714번(현재는 제일교통으로 이관됨)
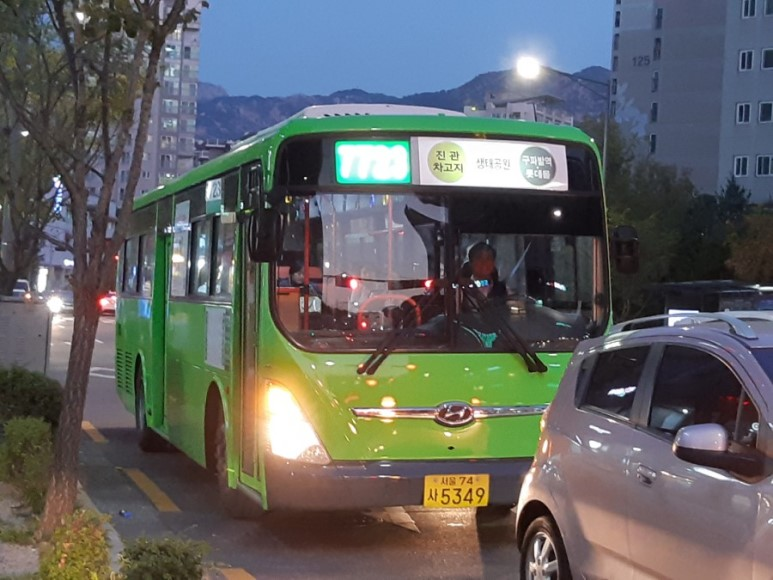
서울시내버스 7723번
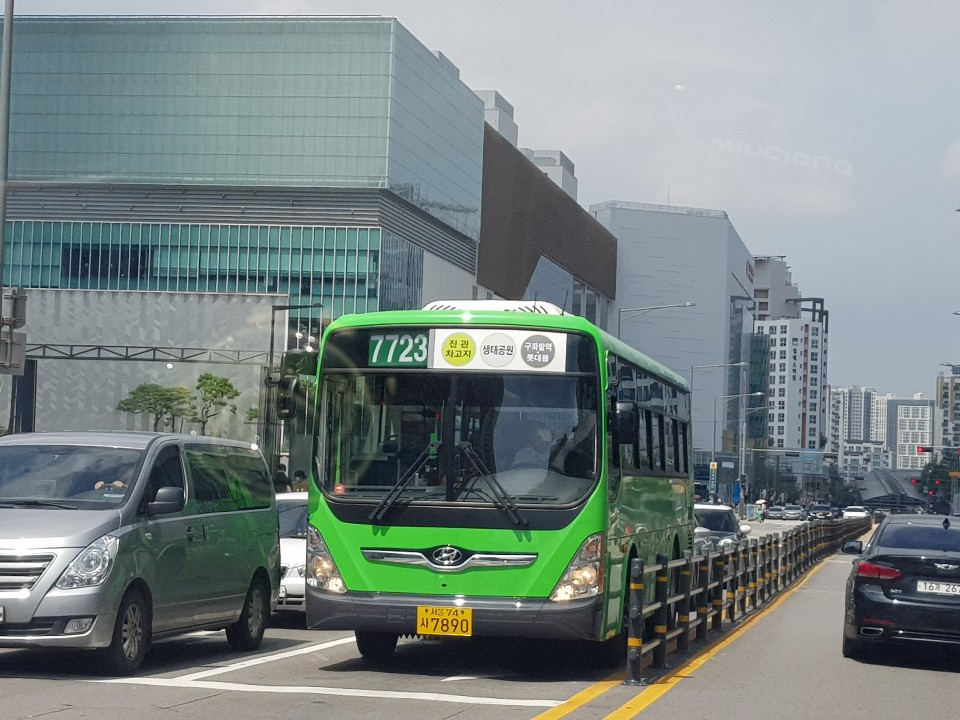
서울시내버스 7723번
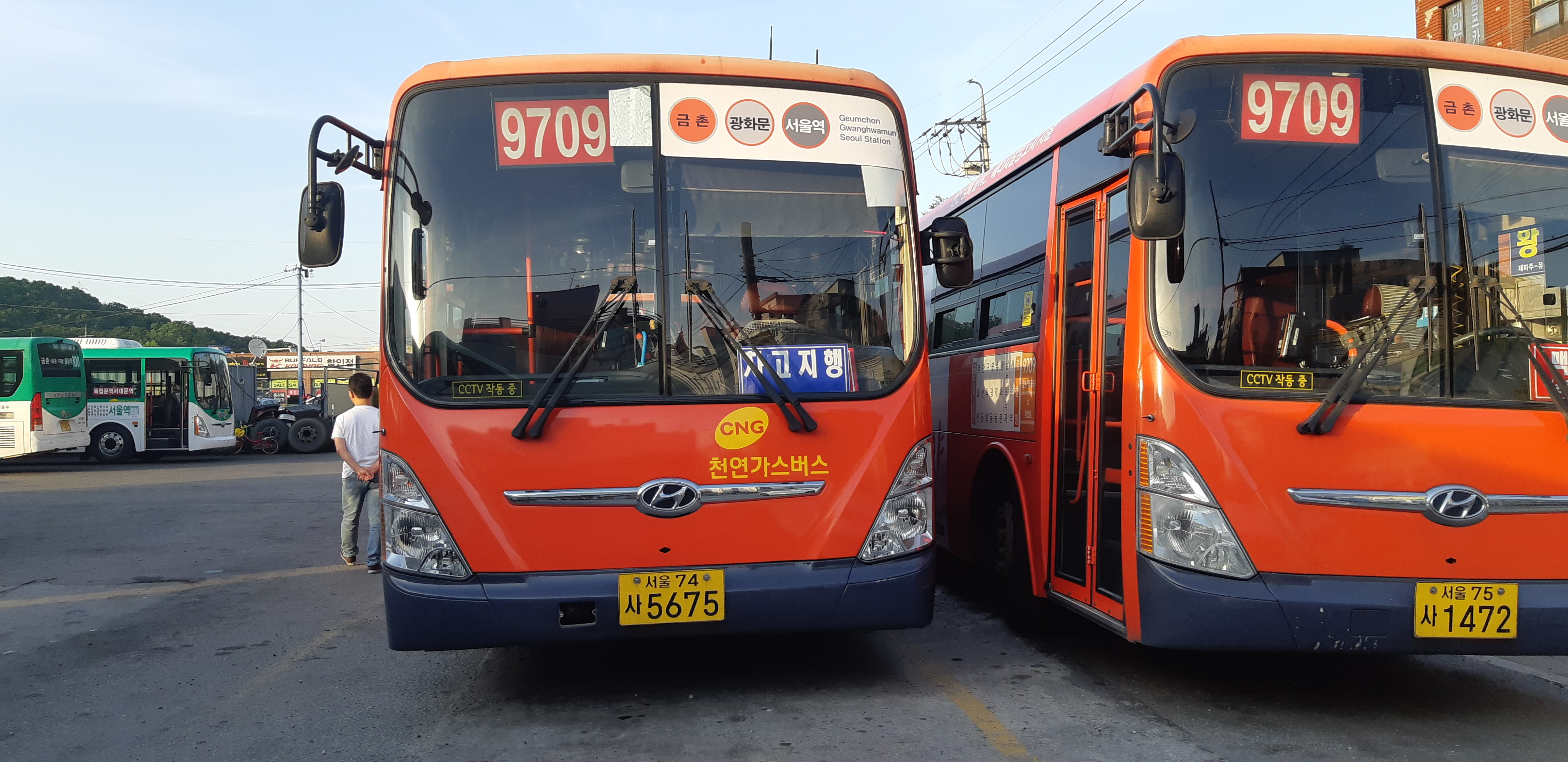
구 서울시내버스 9709번(현재는 폐선되어 신일여객이 운행 중)
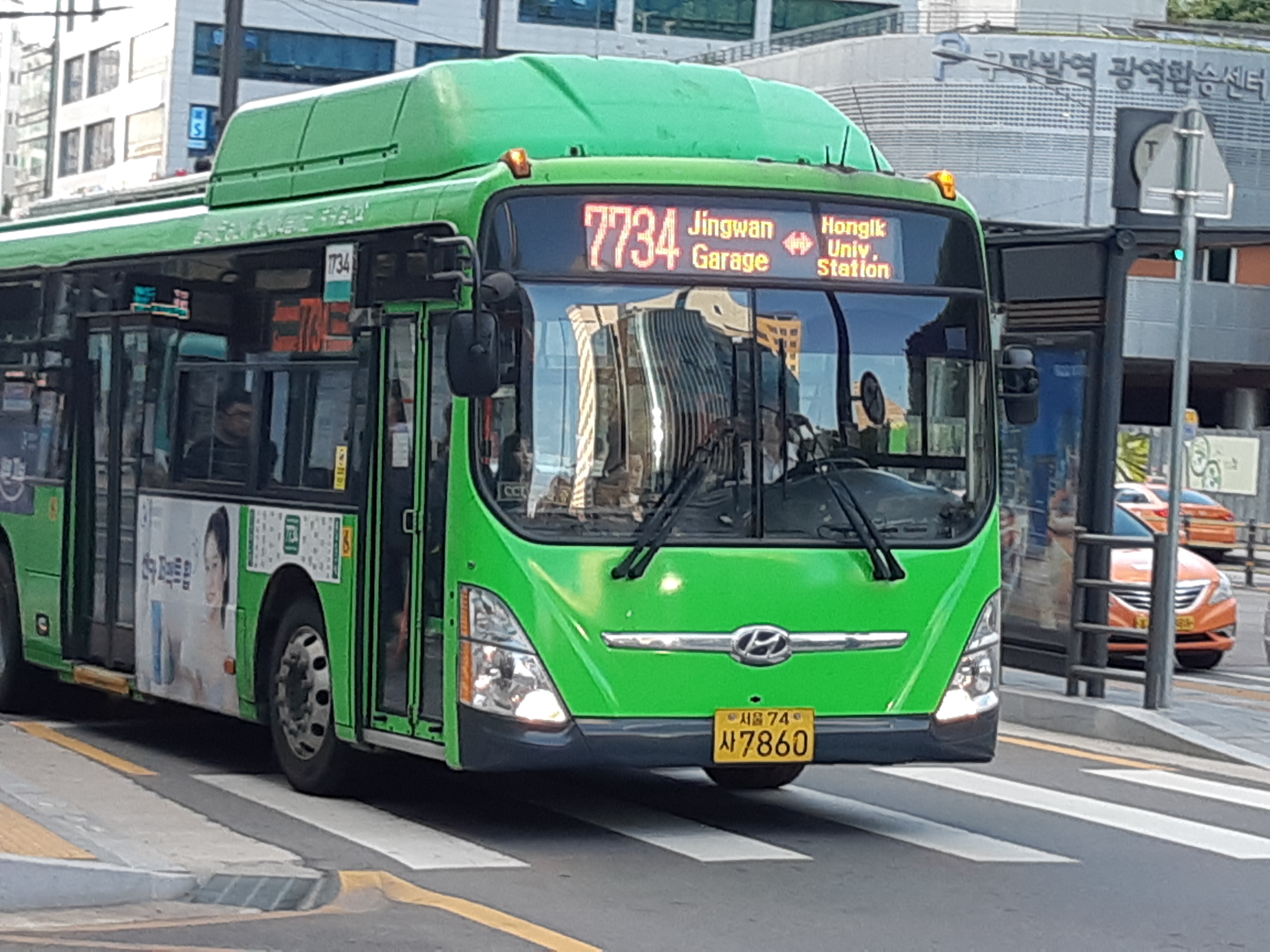
서울시내버스 7734번
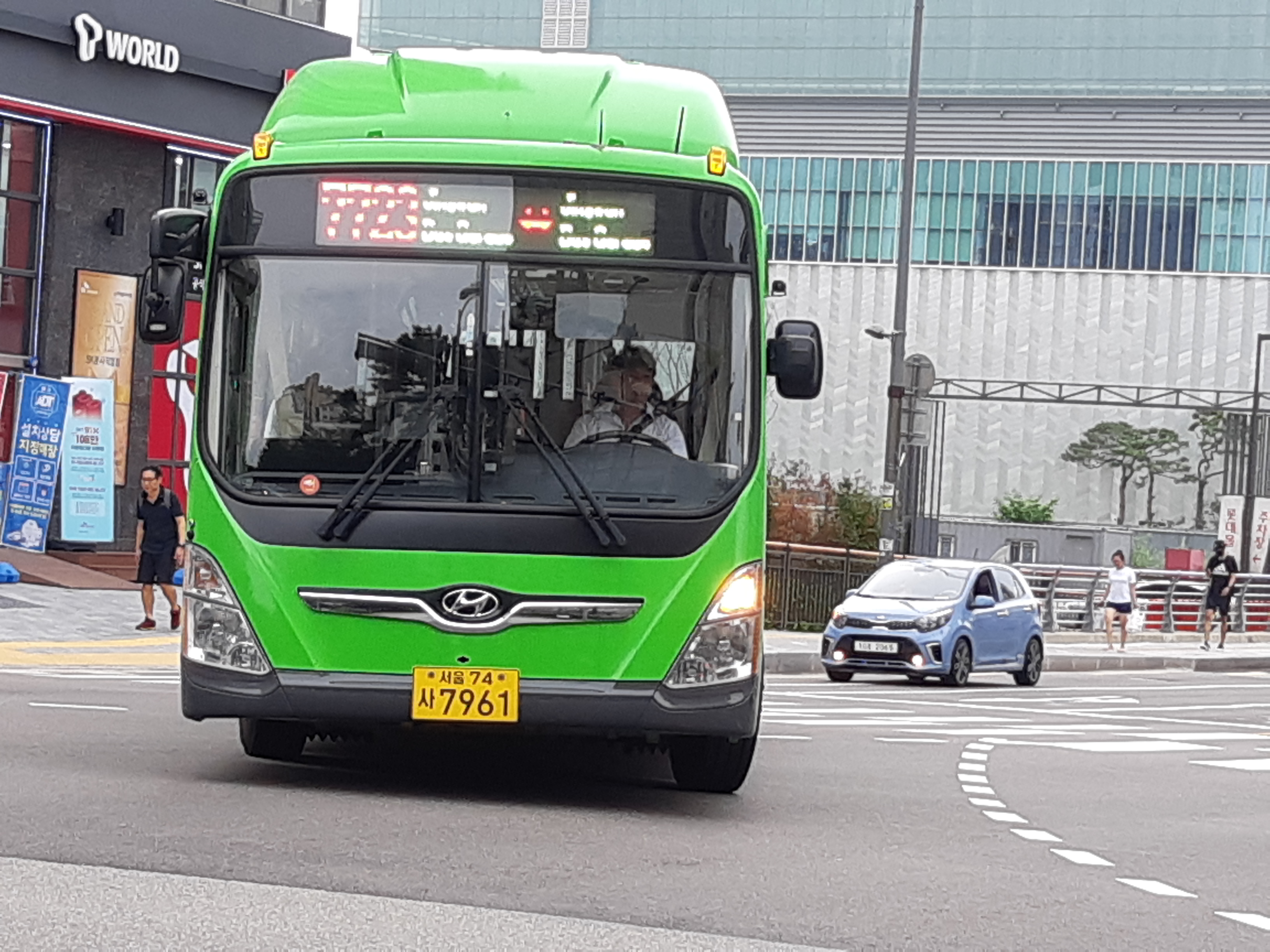
서울시내버스 7723번
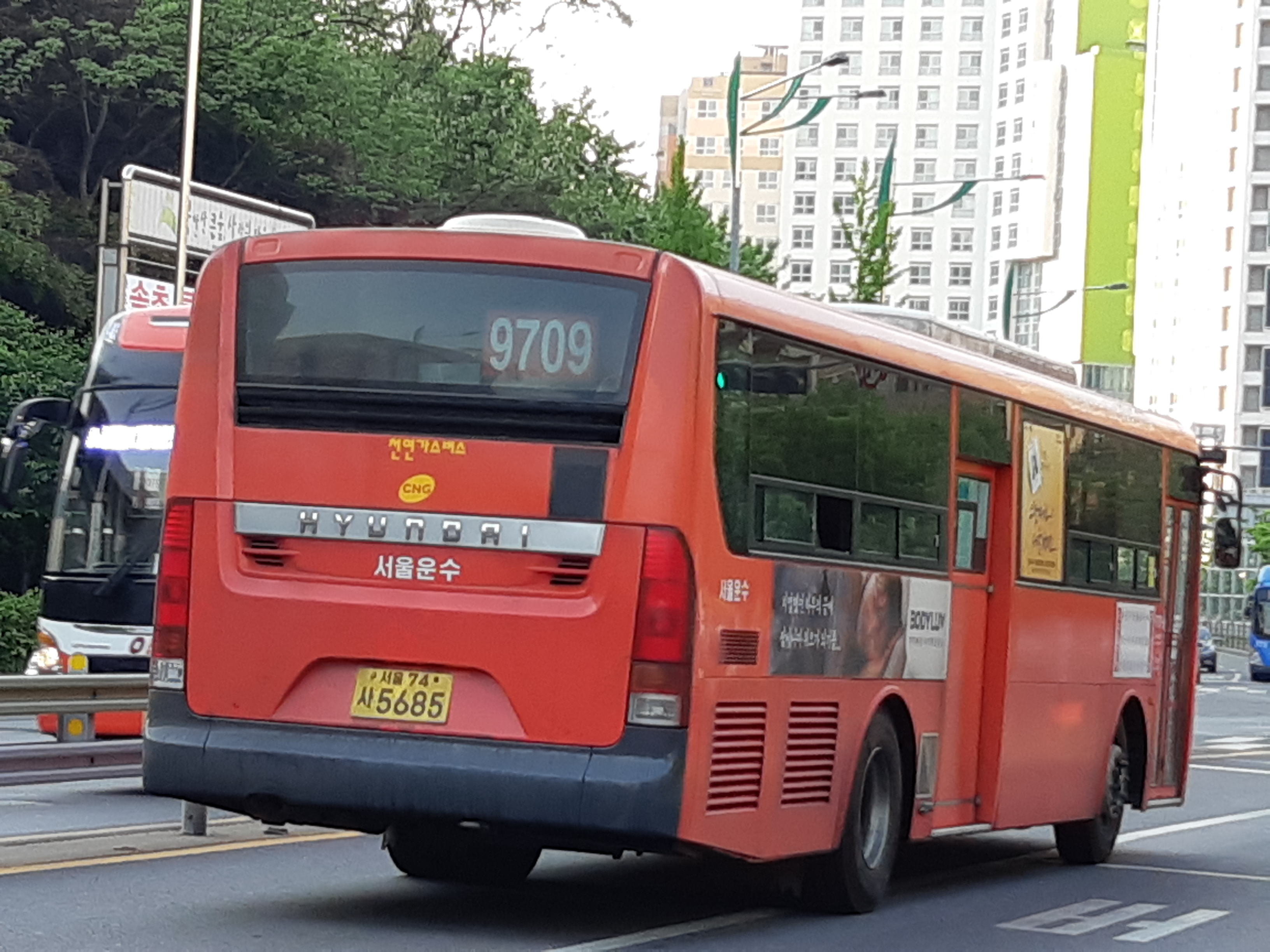
구 서울시내버스 9709번
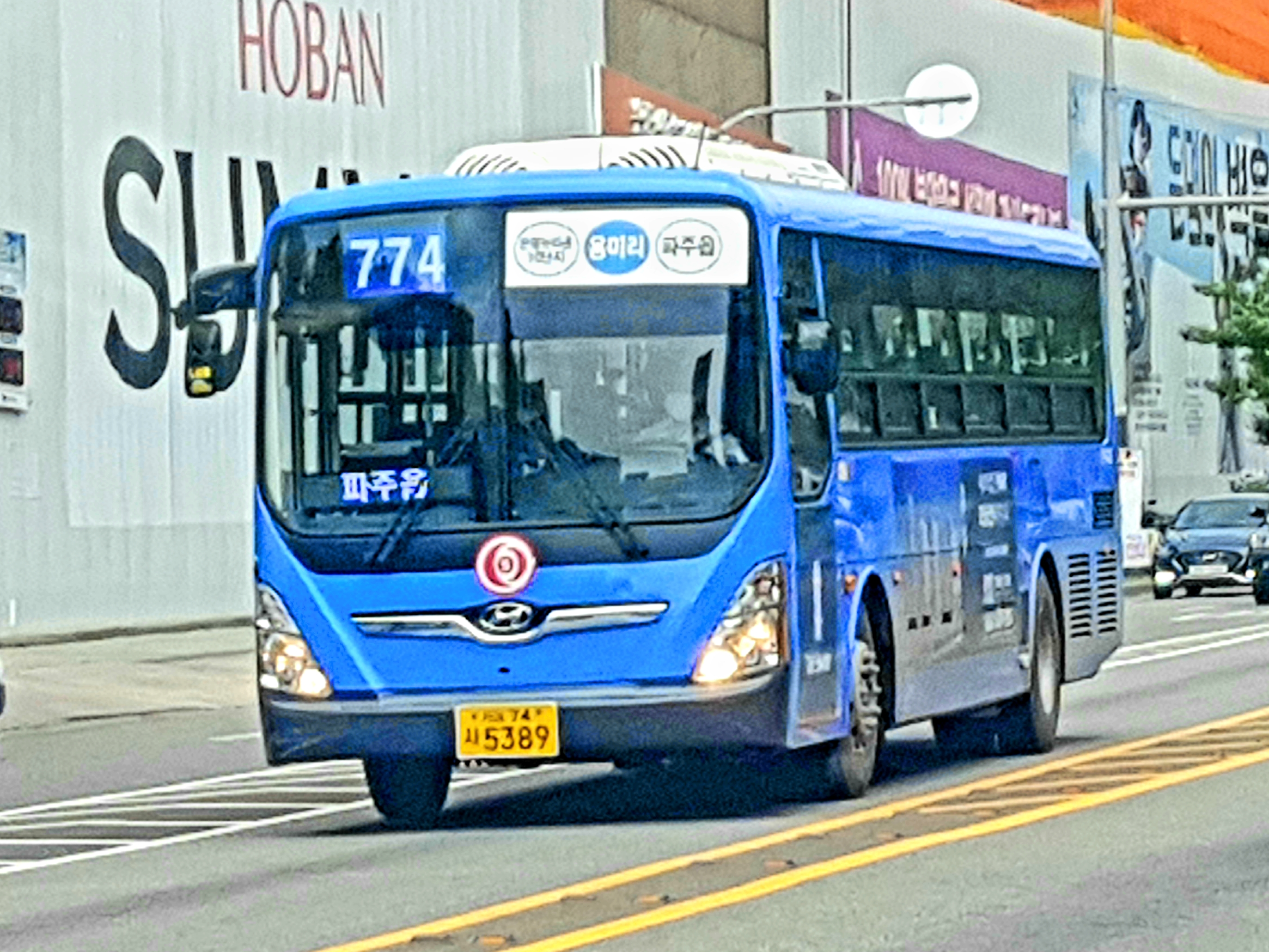
서울시내버스 774번
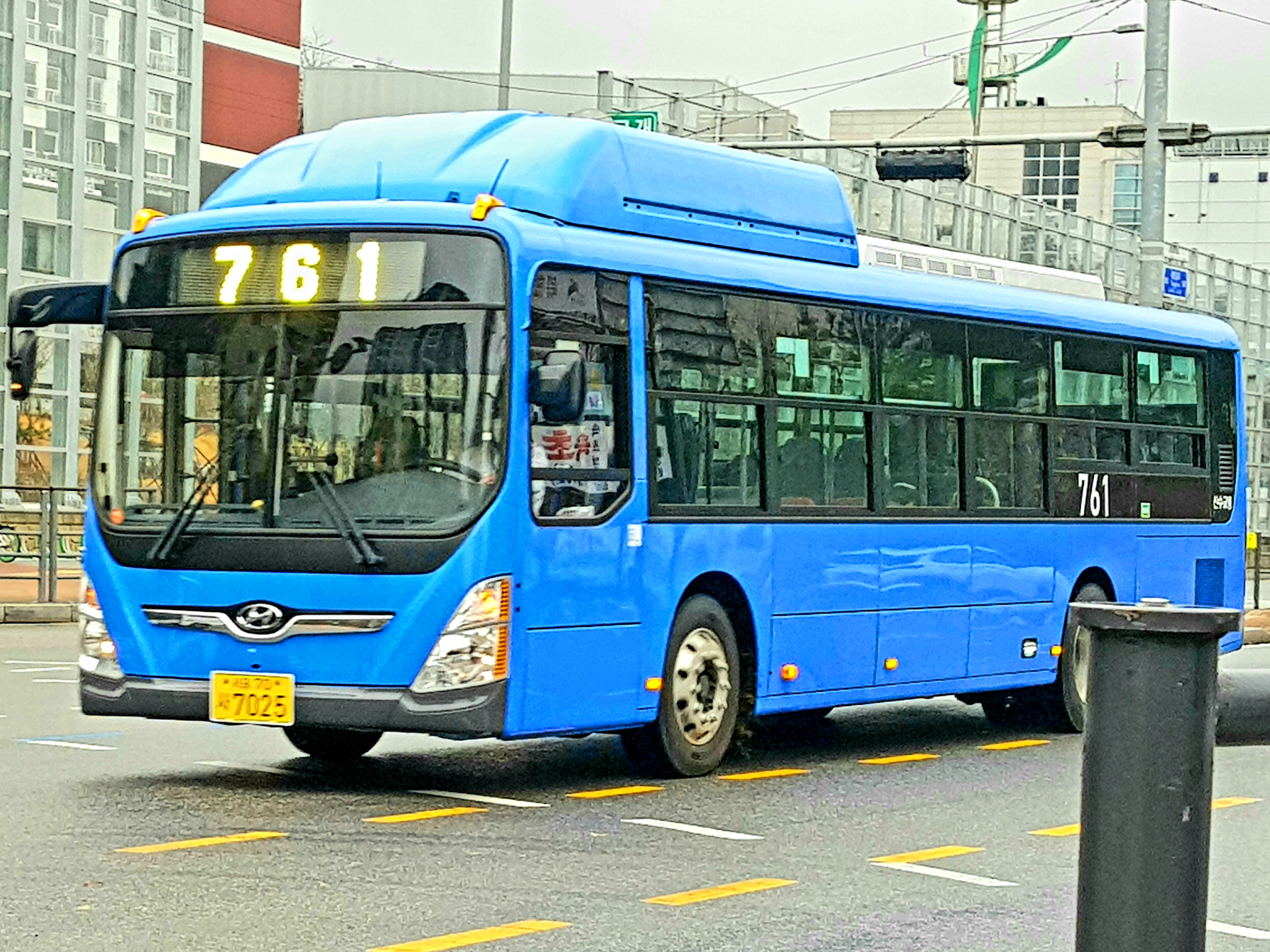
서울시내버스 761번
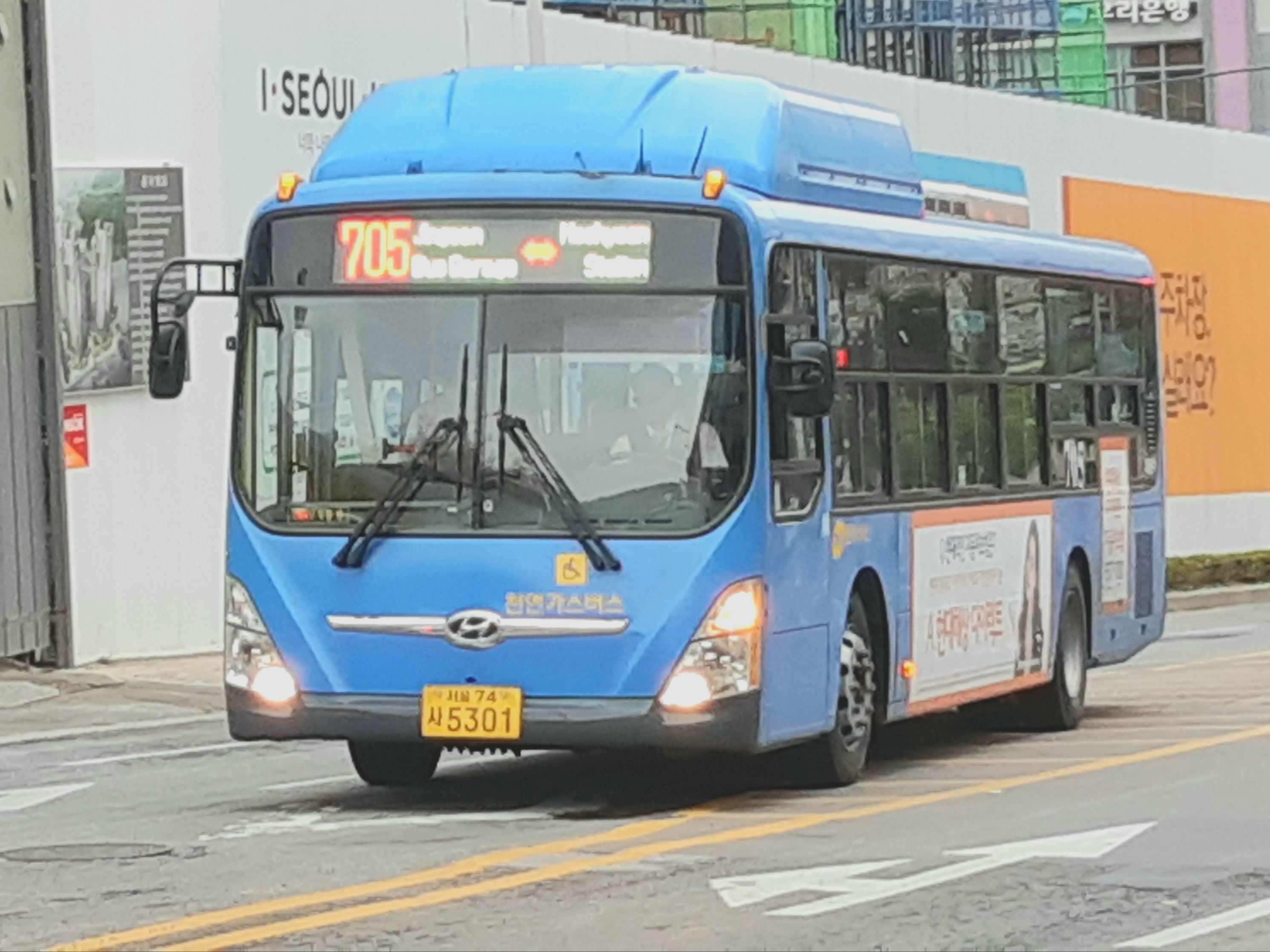
서울시내버스 705번
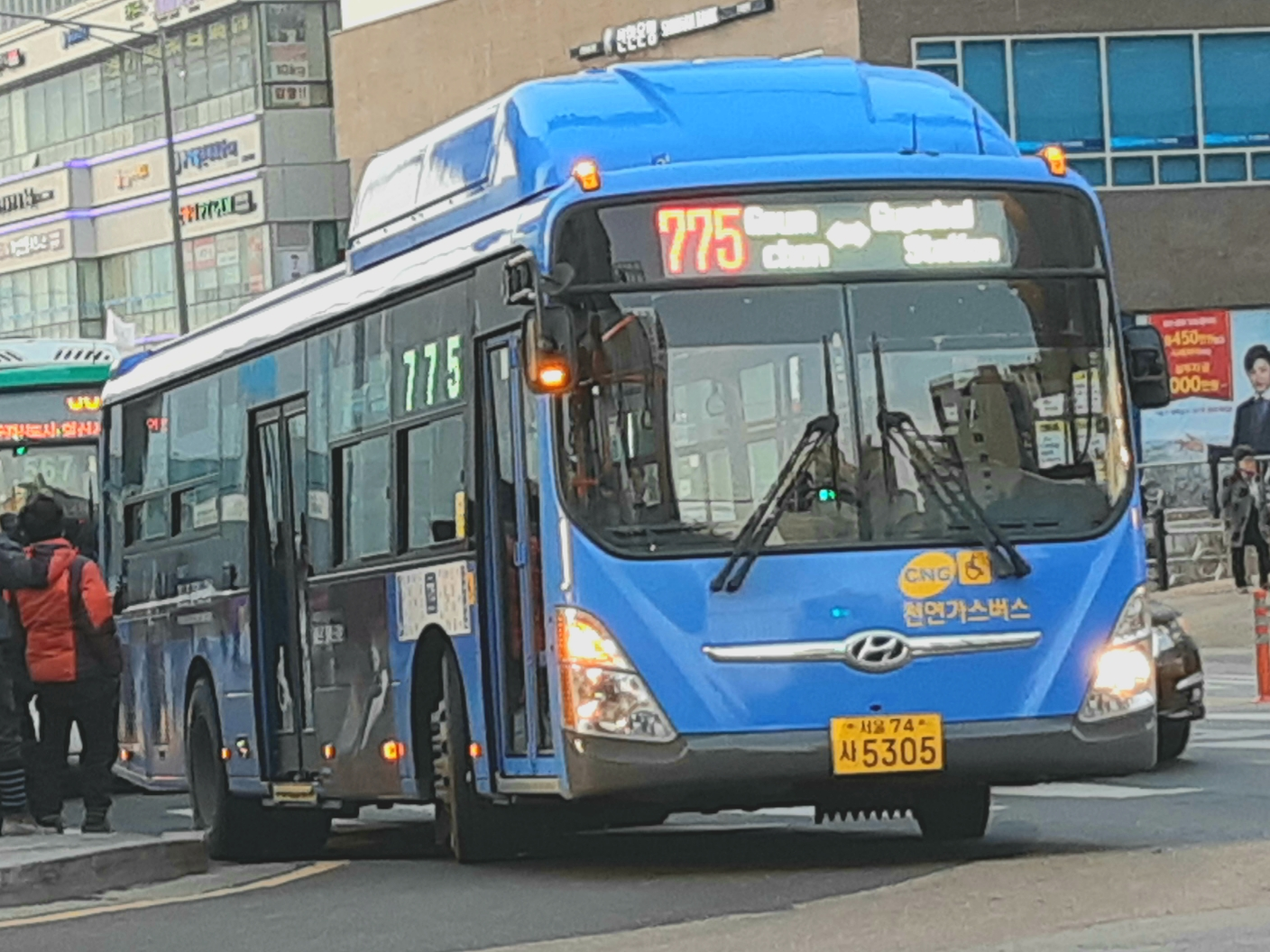
구 서울시내버스 775번
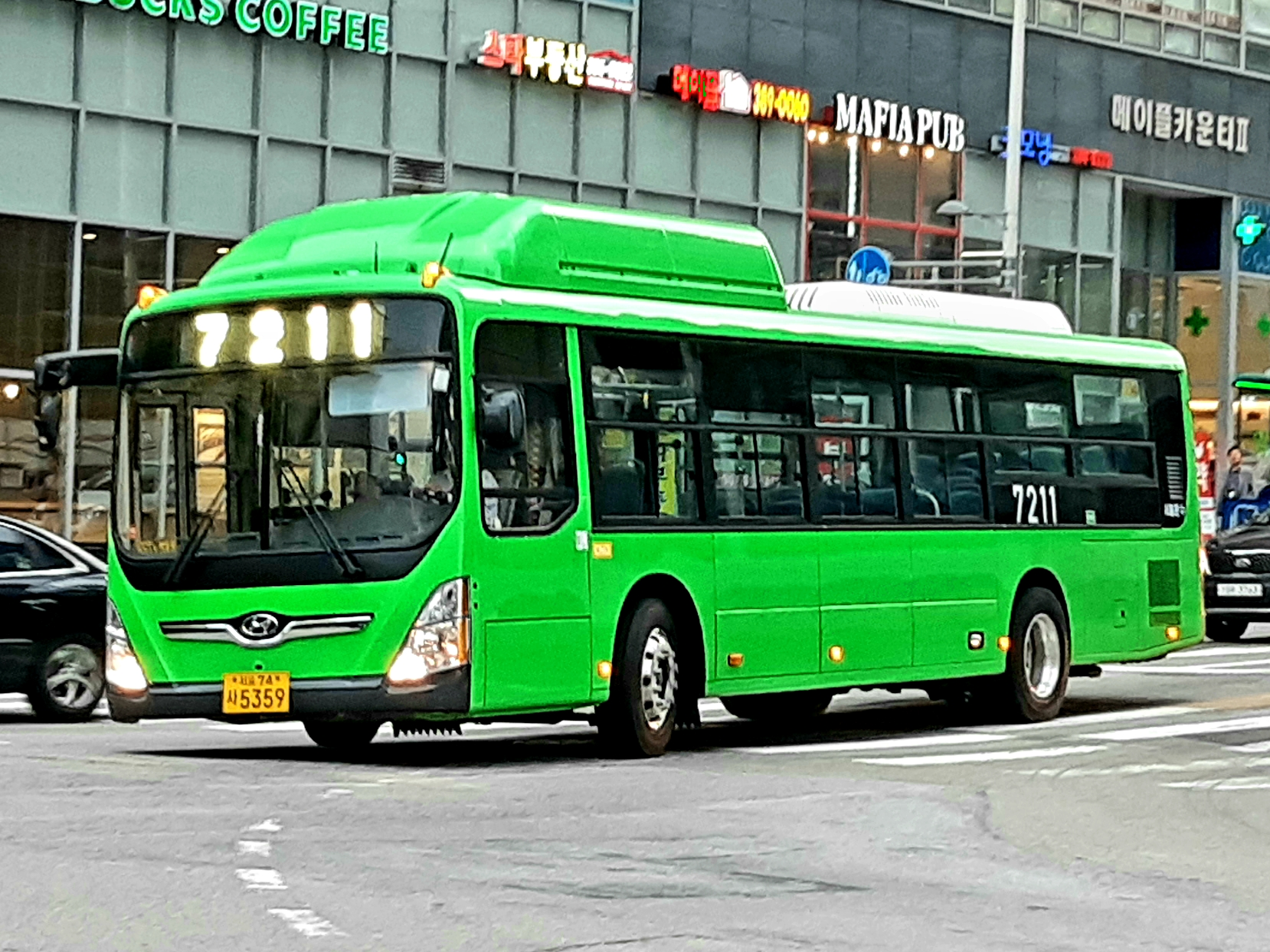
서울시내버스 7211번

## 같이 보기
- 신인운수
- 서울매일버스